# 新里町奥沢
新里町奥沢（にいさとちょうおくざわ）は、群馬県桐生市の町名である。郵便番号は376-0131。

## 概要
桐生市の西部、新里町の北部に位置する。旧新里村奥沢にあたり、新里町赤城山・板橋・関・高泉・大久保・上鶴ケ谷とともに桐生市第十九区に属する。
東北部はみどり市大間々町下神梅に、東部は大間々町桐原に、南部は新里町新川に、西南部は新里町鶴ケ谷に、西部は新里町大久保に、西北部は新里町高泉にそれぞれ接する。
地域の北部に群馬県道333号上神梅大胡線が通じている。中部に夏井戸遺跡があり、遺跡に隣接して相沢忠洋記念館がある。

## 世帯数と人口
2022年（令和4年）1月31日現在の世帯数と人口は以下の通りである。
| 町丁       | 世帯数 | 人口  |
| ---------- | ------ | ----- |
| 新里町奥沢 | 91世帯 | 195人 |

## 小・中学校の学区
市立小・中学校に通う場合、学区は以下の通りとなる。
| 番地 | 小学校               | 中学校             |
| ---- | -------------------- | ------------------ |
| 全域 | 桐生市立新里北小学校 | 桐生市立新里中学校 |

## 交通

### 鉄道
町内に鉄道駅はない。

### 道路
- 国道353号

## 施設
- 相澤忠洋記念館
- 奥沢神社
- 東昌寺

## 避難所
- 新里町奥沢地区集会所（洪水災害、土砂災害、内水氾濫時の緊急避難場所）[6]